# 本田光史郎
本田 光史郎（ほんだ こうしろう）は、日本のソングライター、編曲家、ベーシスト。スマイルカンパニー所属。

## 来歴
2002年、バンド「MILKRUN」としてビクターエンタテインメントからメジャー・デビュー、ベーシストとして活動。その後、バンド名を「AUDIO RULEZ」に改名。
2010年、女性ボーカルユニット「MAGIC PARTY」でポニーキャニオンよりデビュー。
2012年、MAGIC PARTYの解散後、所属事務所をアミューズからスマイルカンパニーに移籍し、作曲・編曲家としての活動を始める。

## 主な提供作品
亜咲花
- Mob’s God’s（編曲）

A応P
- 「MISSION→」（作詞・作曲・編曲）

NMB48
- 「恋愛被害届け」（作曲）

ELISA
- 「Story of my love」（共作曲・編曲）

岡本信彦
- 「踊れアラビアンナイト」（作曲・編曲）
- 「Happy memories」（作曲）

Oratotio The Wolrd God Only Knows
- 「God only knows -Secrets of the Goddess-」（共作曲）

柏木由紀
- 「miss you」（作曲）

加藤和樹
- 「Butterfly」（作曲・編曲）

神谷浩史
- 「Shall We Circus!」（作曲・編曲）

倉木麻衣
- 「Secret, voice of my heart」（作曲）

欅坂46
- 「東京タワーはどこから見える ?」（作曲）

寿美菜子
- 「タイムカプセル」（作曲・編曲）

さくら学院
- 「My Road」（編曲）
- 「マセマティカ !」（作曲・編曲）
- 「Pumpkin Parade」（作詞・作曲・編曲）

THE SUPER FRUIT
- 「馬鹿ばっか」（作曲）

さんみゅ〜
- 「VOICE」（作曲・編曲）
- 「そっと、ぎゅっと、もっと、ずっと」（作曲・編曲）

ツキクラ
- 「未来の Piece」（作詞・作曲・編曲）

Trignal
- 「君だけが見られない」（作曲・編曲）

松田真将
- 「虹が掛かる時」（作曲・編曲）

美郷あき
- 「Destiny day」（作曲・編曲）

M!LK
- 「疾走ペンデュラム」（作詞・作曲）

世が世なら!!!
- 「乙男」（作詞・作曲）

OnePixcel
- 「sora」（作曲・編曲）

### アニメ・ゲームソング
アイドリッシュセブン
- 「SEPTET for...」（作曲・編曲）
- 「Up to the nines」（作曲・編曲）

アイドルマスター SideM
- 「Sunset★Colors」（作曲・編曲）
- 「OUR SONG - それは世界でひとつだけ -」（作曲・編曲）

5次元アイドル応援プロジェクト「ドリフェス!」
- 「真夏色ダイアリー」（作曲・編曲）
- 「インフィニティ・スカイ」（作曲・編曲）

スタミュ
- 「☆☆永遠★STAGE☆☆」（作曲）

ときめきレストラン☆☆☆
- 「We go together」（作曲・編曲）

Free!
- 「Future Fish」（作曲・共編曲）
- 「VISION」（作曲・編曲）
- 「夢見るペンギンノート」（編曲）

夢色キャスト
- 「Sunshine world tour」（作曲・編曲）
- 「空から始まる物語」（作曲・編曲）
- 「DREAM DESTINY」（作曲・編曲）

ラブライブ!
- 「?←HEARTBEAT」（作曲・編曲）
- 「Future style」（作曲・編曲）
- 「KiRa-KiRa Sensation!」（作曲・編曲）

WWW.WORKING!!
- 「無重力フィーバー」（作詞・作曲・編曲）